# Souidas tibialis
Souidas tibialis là một loài nhện trong họ Linyphiidae.
Loài này thuộc chi Souidas. Souidas tibialis được James Henry Emerton miêu tả năm 1882.